# Sanica
 Ovo je glavno značenje pojma Sanica. Za druga značenja pogledajte Sanica (Ključ, BiH), naselje u općini Ključ, BiH.
Sanica je rijeka u sjeverozapadnoj Bosni i Hercegovini. Izvire snažnim vrelom na sjeveroistočnom podnožju Grmeč planine ipod vrha Lisine (913 m), kod mjesta Gornja Sanica i ulijeva se u rijeku Sanu. Duga je 22 km, a porječje joj iznosi 211 km². Njena dolina je uska. Bogata je ribom (pastrva, lipljen, štuka). Prolazi kroz usjeke i kanjone što joj daje čistoću i bistrinu tako da se može piti. Izvanredna za ribolov i turizam. Nema većih zagađivača koji utječu na njen tok i kvalitetu vode. Na izvoru je izgrađen vodovod koji vodi za Bosanski Petrovac. Temperatura vode na izvoru je oko 7°C.
Na samom izvoru se nalaze ostaci nekadašnje pilane i mlinova. Često se u proljeće izlijeva iz korita poslije topljenja snijega s Grmeča i u toku proljećnih kiša i plavi uglavnom nenastanjeni dio doline.
Ušće u Sanu je nizvodno od železničke stanice Vrhpolje.